# 마거릿 코트 아레나
마거릿 코트 아레나(Margaret Court Arena)는 오스트레일리아 빅토리아주 멜버른에 위치한 경기장이다. NBL 멜버른 유나이티드의 홈 경기장으로 사용되고 있다. 